# Robert Wallet
Robert Wallet foi um tenista francês.

## Grand Slam finais

### Simples: 1 (0-1)
| Resultado | Ano  | Campeonato       | Piso   | Oponente    | Placar |
| Vice      | 1907 | Aberto da França | Saibro | Max Decugis | –      |